# Аутостилія
Аутостилія — з'єднання піднебінно-квадратного хряща з мозковим черепом у деяких риб (суцільноголові і дводишні) і всіх наземних хребетних за допомогою спеціальних відростків, що зчленовуються або зростаються з черепом. При цьому під'язикова дуга не бере участі у прикріпленні щелеп до черепної коробки, більшою або меншою мірою редукується. Верхній елемент під'язикової дуги (підвісок) у земноводних перетворюється на слухову кісточку — стремінце. Надалі в процесі еволюції воно зберігається у всіх наземних хребетних.
Аутостилічний череп виник у результаті еволюційного розвитку гіостилічного. Аутостилія виникла вдруге з амфістілії. Повне злиття піднебінної-квачратного хряща з мозковим черепом у химероподібних називається голостилія.